# Sarothrura watersi
Il rallo di Waters, schiribilla di Waters o codapiuma beccosottile (Sarothrura watersi (Bartlett, 1980)) è un uccello della famiglia dei Sarotruridi.
È endemico del Madagascar, dove abita nelle paludi e nelle aree coltivate.
È minacciato dalla distruzione dell'habitat.